# Тшцяна (Малопольське воєводство)
Тшцяна (пол. Trzciana) — село в Польщі, у гміні Тшцяна Бохенського повіту Малопольського воєводства.
Населення — 1545 осіб (2011).
У 1975-1998 роках село належало до Тарновського воєводства.

## Демографія
Демографічна структура станом на 31 березня 2011 року:
|          | Загалом | Допрацездатний вік | Працездатний вік | Постпрацездатний вік |
| -------- | ------- | ------------------ | ---------------- | -------------------- |
| Чоловіки | 774     | 182                | 527              | 65                   |
| Жінки    | 771     | 186                | 441              | 144                  |
| Разом    | 1545    | 368                | 968              | 209                  |